# Nino Mozzo
Nino Mozzo (Asola, Província de Màntua, 10 de març de 1911 - Ídem, 19 de setembre de 1978) va ser un ciclista italià, que s'especialitzà en la pista. El 1932, va guanyar la medalla d'argent al Campionat del món amateur en velocitat darrere de l'alemany Albert Richter.